# District de Panamá
Le district de Panamá est l'une des divisions qui composent la province homonyme, au Panama. Avec une extension de 2 561 km2, il est la structure politique et géographique où se trouve la capitale, située à 8º 54' de latitude et 79º 19' de longitude. Il est situé dans la région orientale du pays, à l'est du canal, face à la baie de Panama. Il a une altitude variable entre 0 m d'altitude en face de la baie et plus de 1 000 m d'altitude sur la colline de Jefe. Les projections de 2007 estimaient la population du district à 1 184 140 habitants, ce qui en fait le plus peuplé du pays.

## Histoire

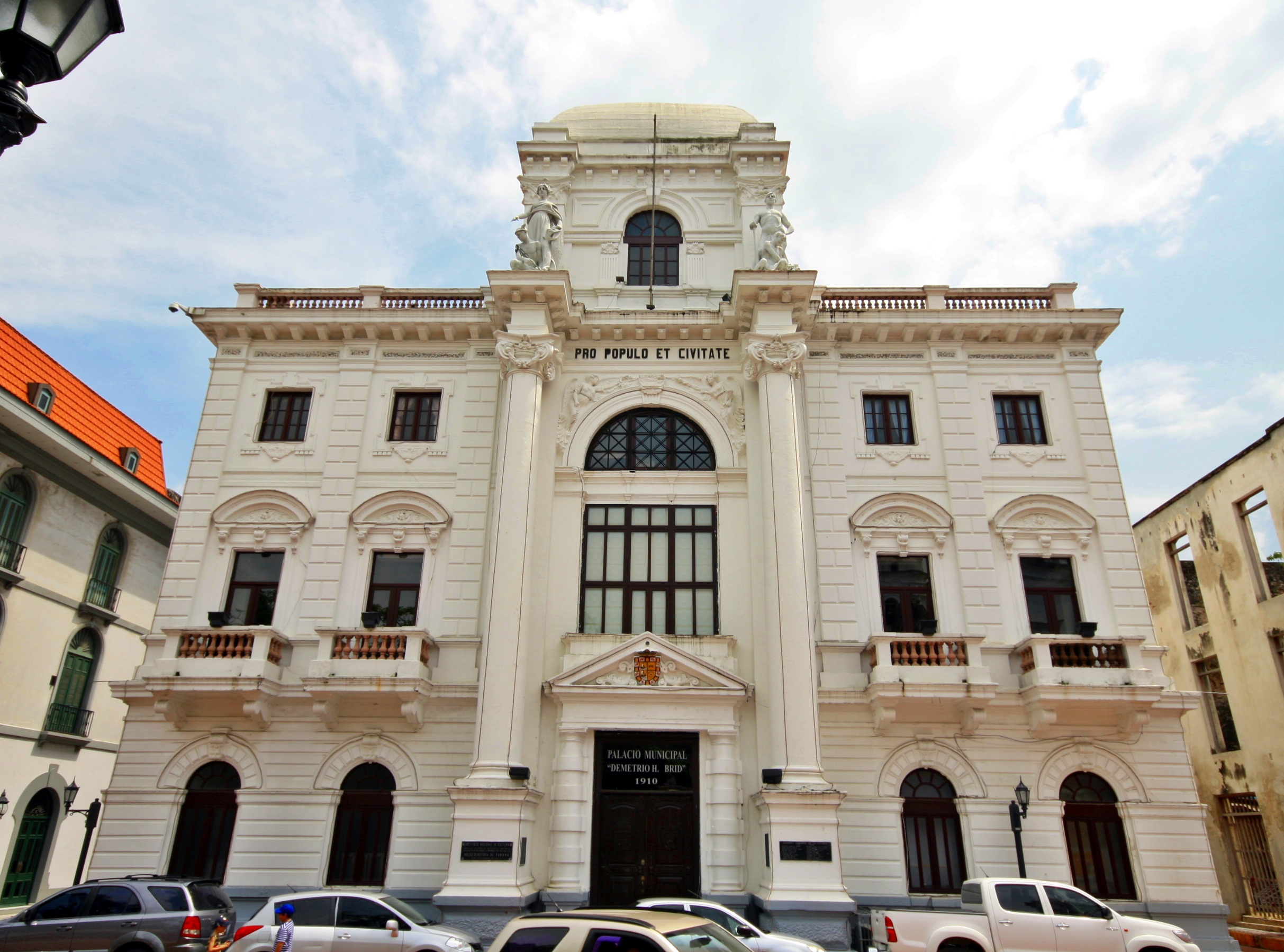
Palais municipal de Panamá, situé dans la municipalité homonyme.

Le district a été fondé par Pedro Arias Dávila le 15 août 1519 et a été la première ville construite par les Espagnols dans l'océan Pacifique. Deux ans plus tard, le 15 septembre 1521, Panama a reçu le titre de ville, par charte royale, et avec lui, des armoiries, également conférées par Sa Majesté, Charles Ier d'Espagne. Il a été mis à sac et détruit par le pirate anglais Henry Morgan en 1671, après quoi il a été déplacé en 1673 sur le site aujourd'hui connu sous le nom de Casco Viejo, qui a été déclaré site du patrimoine mondial en 1997 par l'UNESCO.

## Division politico-administrative
Le 1er juillet 2017, le district de Panamá se compose de 26 corregimientos :
- 24 de Diciembre
- Alcalde Díaz
- Ancón (secteur pacifique)
- Betania
- Bella Vista
- Caimitillo
- Chilibre
- Don Bosco
- El Chorrillo
- La Exposición ou Calidonia
- Curundú
- Ernesto Córdoba Campos
- Juan Díaz
- Las Cumbres
- Las Garzas
- Las Mañanitas
- Pacora
- Parque Lefevre
- Pedregal
- Pueblo Nuevo
- Río Abajo
- San Felipe
- San Francisco
- San Martín
- Santa Ana
- Tocumen

## Géographie

### Relief
Le territoire où s'inscrit le district de Panamá présente un relief très uniforme. Au sud, où se trouve la ville, la zone géographique est presque plate au niveau de la mer, à côté de la baie. Vers le nord du district, le relief devient ondulé avec des collines et des monts qui s'élèvent à plus de 1000 msnm, parmi lesquels nous pouvons citer le Cerro Azul à 950 msnm en (24 décembre), le Cerro Sonsonete (à son sommet se trouve le temple Baha'i, à 300 msnm, le Cerro San Francisco à 558 msnm (Chilibre), et le Cerro San Francisco à 558 msnm (Chilibre). (Chilibre), et Cerro Jefe à 1 007 m d'altitude (Pacora) (Pacora qui est la plus haute altitude du district).

### Hydrographie
Le río Chagres a pour cours moyen le barrage de Gatún, qui a formé le lac artificiel Gatún, qui constitue le canal de Panama.
Parmi les principaux fleuves, on peut citer : le río Chagres, le río Juan Díaz, le río Pacora, le río Cabra, le río Pequení, parmi d'autres plus petits qui traversent la ville de Panama :
- Cardenas
- Curundú
- Matasnillo
- Matías Hernández
- Río Abajo
- Juan Diaz
- Tapia
- Tocumen[4]

## Démographie

### Explosion «géopolitique»
Ces dernières années, le district de la capitale a changé deux fois de division politique. De 2002 à 2009, elle est passée de 19 à 23 communes. Les deux derniers ont été créés le 10 juillet 2009, lorsque le président de la République, Ricardo Martinelli, a sanctionné la loi n° 42 du 10 juillet 2009, qui a créé les districts d'Alcalde Diaz et d'Ernesto Cordoba Campos, dans la partie nord de la ville de Panama.
En 2002, les districts du 24 de Diciembre et de Las Mañanitas, dans la zone orientale, ont été créés. Le corregimiento le plus ancien de la capitale est Pacora, qui a été fondé en 1892. Il a été suivi par Pueblo Nuevo en 1895. En 1913, Juan Díaz a été fondé et deux ans plus tard (1915), El Chorrillo, Santa Ana, San Felipe et Calidonia ont été créés. C'est ainsi qu'est née la commune de San Francisco en 1926 et en 1930 la commune de Bella Vista, en 1960 la commune de Pedregal et en 1963 la commune de San Martín.

## Crédit d'auteurs
- (es) Cet article est partiellement ou en totalité issu de l’article de Wikipédia en espagnol intitulé « Distrito de Panamá » (voir la liste des auteurs).